# Ekån, Viskan
Ekån är ett vattendrag och ett av Viskans biflöden på gränsen mellan Västergötland och Halland.